# Gung Ho, du saké dans le moteur
Pour les articles homonymes, voir Gung Ho.
Pour plus de détails, voir Fiche technique et Distribution.
Gung Ho, du saké dans le moteur ou À l'attaque... plein gaz La comédie sans freins au Québec (Gung Ho) est un film américain réalisé par Ron Howard et sorti en 1986.

## Synopsis
À Hadleyville en Pennsylvanie, l'usine d'automobiles ferme ses portes pendant neuf mois. L'essentiel des habitants se retrouve ainsi au chômage. Une entreprise japonaise, Assan Motors, rachète alors l'entreprise et fait venir à Hadleyville une équipe de managers japonais, dirigée par Oishi Kazihiro, un cadre timide et peu considéré par ses collègues. Les employés américains de l'usine sont réengagés, mais mis à l'épreuve. Leur représentant syndical, Hunt Stevenson, va avoir toutes les peines du monde à faire comprendre aux Japonais la façon de travailler avec une main d’œuvre américaine. Pourtant, une amitié se tisse progressivement entre Kazihiro et Stevenson.

## Fiche technique
Sauf indication contraire, les informations mentionnées dans cette section peuvent être confirmées par les bases de données cinématographiques IMDb et Allociné,  présentes dans la section « Liens externes ».
- Titre français : Gung Ho, du saké dans le moteur
- Titre original : Gung Ho
- Titre québécois : À l'attaque... plein gaz
- Réalisation : Ron Howard
- Scénario : Lowell Ganz et Babaloo Mandel
- Musique : Thomas Newman
- Photographie : Donald Peterman
- Montage : Daniel P. Hanley et Mike Hill
- Production : Deborah Blum et Tony Ganz
- Société de production et de distribution : Paramount Pictures
- Pays de production :  États-Unis
- Budget : 18 millions de dollars
- Langues originales : anglais, japonais
- Format : Couleur - Dolby Stéréo - 35 mm - 2.35:1
- Genre : comédie dramatique
- Durée : 112 minutes
- Dates de sortie[1] :
  - États-Unis : 14 mars 1986
  - France : 6 août 1986

## Distribution
- Michael Keaton (VF : Bernard Murat) : Hunt Stevenson
- Gedde Watanabe (VF : Roger Crouzet) : Oishi Kazihiro
- George Wendt (VF : Maurice Risch) : Buster
- Mimi Rogers (VF : Béatrice Delfe) : Audrey
- Sab Shimono (VF : Jacques Chevalier) : Saito
- John Turturro (VF : Guy Chapellier) : Willie
- Sô Yamamura (VF : Roger Lumont) : M. Sakamoto
- Clint Howard (VF : Mario Santini) : Paul
- Rodney Kageyama : Ito
- Rick Overton (VF : Henri Courseaux) : Googie
- Rance Howard (VF : William Sabatier) : le maire Conrad Zwart
- Patti Yasutake (VF : Jeanine Forney) : Umeki Kazihiro
- Jihmi Kennedy (VF : Éric Etcheverry) : Junior

## Autour du film
Le film marque la seconde collaboration entre le cinéaste Ron Howard et l'acteur Michael Keaton deux ans après Les Croque-morts en folie, puis en 1994, ils se retrouveront à nouveau pour le film Le journal. On peut noter la présence de Sô Yamamura dans le rôle de Sakamoto, le président de l'entreprise japonaise Assan : cet acteur est également l'un des premiers rôles de Tora ! Tora ! Tora !, autre film traitant des relations difficiles entre Japon et États-Unis, dans un registre plus dramatique cependant. On peut supposer que sa présence dans la distribution du film soit une référence à ce classique du cinéma de guerre.
Les véhicules utilisés et montrés dans le film sont en réalité des Fiat Regata[réf. nécessaire].